# ويليام هوارد بريت
ويليام هوارد بريت (بالإنجليزية: William Howard Brett)‏ هو أمين مكتبة أمريكي، ولد في 1 يوليو 1846 في Braceville Township, Ohio ‏ في الولايات المتحدة، وتوفي في 24 أغسطس 1918 في كليفلاند في الولايات المتحدة بسبب حادث مرور.